# 未検証リスト
未検証リスト (UVL) は、米国商務省 の 産業安全保障局 (BIS) によって発行された貿易制限リストで、特定の外国人、団体、または政府で構成されている。UVLへの包含は、類似しているが別のエンティティリストまたは特別指定国民およびブロック対象者リストへのリストと混同されることがよくある。
UVLに含めることは、懲罰的とは見なされず、法律や規制に違反した当事者を罰することを意図したものでもない。むしろ、「EARの対象となる輸出、再輸出、および (国内での) 移転の当事者である外国人は、BISまたはその代理として行動する連邦当局者が善意を検証できない(すなわち、EAR対象品目の最終用途および最終使用者に関する正当性および信頼性をライセンス前のチェック (PLC) や出荷後の検証 (PSV) などの最終用途のチェックが、米国政府の管理外の理由で十分に完了できない)場合、未検証リストに追加される可能性がある。
UVLは en:15 CFR Ch. VII § 744.15 によって規則されており、Part 744 の Supplement No. 6 に記載されている。UVLへの変更は、他のすべての米国政府の業務と共に連邦官報に掲載され、他のすべての連邦規則集と共に毎年成文化される。

## 影響
輸出者は、UVLにリストされている外国の人物、団体、または政府への輸出について、輸出管理規則 (EAR: en:Export Administration Regulations) の対象となる品目のライセンス免除を求めることができなくなった。
さらに、輸出許可を必要としないEARの対象となる品目の輸出者は、リストされたエンティティからUVLステートメントを取得し、すべての輸出について自動輸出システムの記録を提出する必要がある。
対照的に、SDNリストに記載されている事業体は、米国との取引を完全に禁止されており、エンティティリストに記載されているエンティティの EAR の対象となるすべての品目について輸出許可が必要である。

## 上場廃止
BIS は通常、UVLにリストされているエンティティからのリストからの削除要求を管理する。
BIS は、BISがリストされた人物のエンドユーザー、荷受人、または EAR の対象となる品目に関係する輸出、再輸出、または移転 (国内での) 移転の別の当事者としての真正性を許可前検査 (PLC) または出荷後検査 (PSV) を完了することにより確認できる場合、UVLからリストを削除する。 
対照的に、エンティティリストからのエンティティの削除は、商務省 (議長)、国、国防、エネルギー、および必要に応じて財務省の代表者で構成されるエンドユーザー レビュー委員会 (ERC) によって管理される。

## リファレンス
1. ↑  “BIS Unverified List: What Designations Mean for Your Business” (英語). www.morganlewis.com. 2022年7月11日閲覧。
2. 1 2  § 744.15 Restrictions on exports, reexports and transfers (in-country) to persons listed on the unverified list
3. ↑  “What exactly does it mean to be on Commerce's Unverified List?” (英語). China Business Review. 2022年7月11日閲覧。
4. ↑  “How to properly navigate the Unverified List” (英語). www.bdpinternational.com. 2022年7月11日閲覧。
5. ↑  § 744.16 Entity List
6. ↑  § 744.15 Restrictions on exports, reexports and transfers (in-country) to persons listed on the unverified list
7. ↑  744.16 Entity List.